# Anna Beata af Kleen
Anna Beata af Kleen, född Ehrenborg 6 september 1813 i Mariestad, död 4 februari 1894 i Stockholm, var en svensk miniatyrmålare.
Hon var dotter till justitieombudsmannen Casper Ehrenborg och Fredrika Carlqvist och från 1835 gift med generallöjtnanten och tecknaren Johan af Kleen. Hon började ägna sig åt miniatyrmålning redan i unga år. Hon ställde ut med konstföreningen i Stockholm och på Konstakademien under 1870 och 1880-talen. Hon var representerad vid konstutställningen i Wien 1882 och i Föreningen Svenska Konstnärinnors utställning på Konstakademien 1911. Bland hennes arbeten märks porträttminiatyrerna över prinsessan Eugénie, Louis Napoléon och Karl XV. Hennes konstnärskap avbröts 1885 då hon drabbades av blindhet. Hennes konst består av miniatyrmålning och porträtt i olja som är utförda i mindre skala. af Kleen är representerad vid  Nationalmuseum i Stockholm.